# 佩塔尔·拉达科维奇
佩塔尔·拉达科维奇（1937年2月22日—1966年11月1日），克罗地亚男子足球运动员，场上位置是中场。他曾代表南斯拉夫国家队参加1962年国际足联世界杯，结果队伍获得第四名。